# 27602 Chaselewis
27602 Chaselewis è un asteroide della fascia principale. Scoperto nel 2001, presenta un'orbita caratterizzata da un semiasse maggiore pari a 2,3606025 UA e da un'eccentricità di 0,1808981, inclinata di 2,18721° rispetto all'eclittica.